# Antoni Uniechowski

Stema Clanului Ostoja

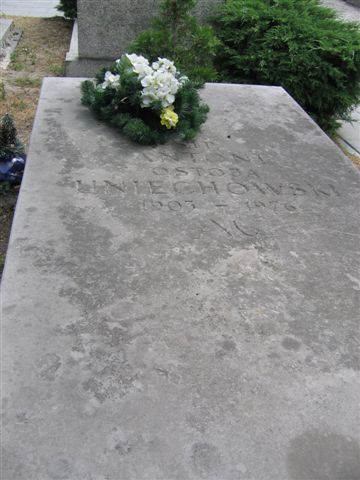
Mormântul lui Uniechowski în Cimitirul Militar Powązki din Varșovia

Antoni Uniechowski din Clanul Ostoja (n. 23 februarie 1903, Vilna, Imperiul Rus – d. 28 mai 1976, Varșovia, Polonia) a fost un pictor, caricaturist și ilustrator polonez.

## Biografie
Antoni Uniechowski s-a născut la Wilno, tatăl său a fost Janusz Radogost-Uniechowski din Clanul Ostoja, iar mama sa a fost Zofia născută Jelska. Și-a petrecut copilăria în casa familiei din Belarus. În copilărie, era adesea bolnav, prin urmare și-a petrecut timpul la pat desenând constant. Ca urmare a Revoluției Bolșevice din 1917, familia Uniechowski și-a pierdut proprietățile și a fost nevoită să se mute la Varșovia.
În 1924-1930 a studiat la Școala de Arte Plastice din Varșovia cu Karol Tichy (pictură) și Wojciech Jastrzębowski (proiectarea solidelor și a planurilor). S-a concentrat pe afișe, scenografie de film și teatru și, mai ales, asupra ilustrațiilor de carte. A realizat ilustrații cu cerneală ușoară îmbogățite cu acuarele sau cu guașă sau tempera. El a ilustrat aproape 200 de cărți clasice publicate în Polonia, ca de exemplu Dictionnaire philosophique (Powiastki filozoficzne) de Voltaire (1948), Potopul de Henryk Sienkiewicz (1949), Monachomachia de Ignacy Krasicki (1953), Popioły (Cenușa) de Stefan Żeromski (1954), Prinț și cerșetor de Mark Twain (1954), Mica Prințesă de Frances Eliza Hodgson Burnett (1959), Lalka (Păpușa, 1962) și Emancypantki (1972) de Bolesław Prus. De asemenea, a ilustrat numeroase cărți poștale, adesea cu teme ale arhitecturii Varșoviei.
În timpul studiilor sale, s-a căsătorit cu Maria Assunta de Liguori, care s-a născut la Veneția (a decedat în 1941). În 1929, s-a născut fiica acestora, Krystyna. În 1954 s-a recăsătorit cu Felicja Sarna, istoric de artă.
A primit numeroase premii, inclusiv Medalia Aniversării de 10 Ani a Poloniei Populare sau Crucea de Cavaler a Ordinului Polonia Restituta, care i-a fost acordată în 1955. Antoni Uniechowski a murit la 28 mai 1976 la Varșovia și a fost înmormântat în Cimitirul Militar Powązki (secțiunea A39-4-9).